# Sergio Egea
Sergio Horacio Egea Rueda (Necochea, Buenos Aires, Argentina, el 21 de septiembre de 1957) más conocido como Sergio Egea, es un exfutbolista y entrenador de fútbol argentino que actualmente está sin equipo tras abandonar la disciplina del CF La Nucía.

## Trayectoria

### Como jugador
En su etapa como futbolista defendió los colores, entre otros equipos, del Hércules CF, Elche CF, Recreativo de Huelva, Orihuela y Novelda CF.

### Como entrenador
Desde el año 2001, cuando Hugo Sánchez, comienza su andadura como entrenador, Sergio Egea se vincula al técnico mexicano para ser su ayudante más directo.
Fue entrenador del Real Oviedo durante los años 2014 y 2016, concretamente hasta el 14 de marzo de 2016, fecha en la que dimitió por "motivos personales" según fuentes oficiales del club. En esos años logró el objetivo que llevaba el equipo esperando desde hacía 12 años, el ansiado retorno al fútbol profesional, y cuando dimitió, dejó al equipo tercero en Segunda División. 
El 23 de agosto de 2017, es nombrado técnico del primer equipo de manera interina de Pumas UNAM tras la cesión del técnico anterior Francisco Palencia. El 3 de octubre de 2017 presenta su renuncia de la dirección técnica tras acumular 4 derrotas y un empate.
Tras la destitución de Anquela el 22 de abril de 2019, Egea comenzó su segunda etapa en el Real Oviedo. El mal comienzo liguero en la temporada 2019-20, con un solo punto en los cinco primeros partidos, provoca su destitución el 15 de septiembre de 2019, siendo sustituido por el técnico del filial, Javi Rozada.
En 2019 inició sus labores en el Xelaju M.C. de la máxima categoría de Guatemala.
El 15 de julio de 2020 es nombrado técnico del Salamanca CF UDS para la temporada 2020/2021. Fue destituido el día 22 de noviembre del 2020.
El 13 de diciembre de 2023, firma como entrenador del Club de Fútbol La Nucía de Segunda Federación.
El 5 de enero de 2024, el técnico argentino llega a un acuerdo con el Club de Fútbol La Nucía, para abandonar el equipo.

## Clubes

### Como entrenador
| Club                                               | País      | Año       |
| -------------------------------------------------- | --------- | --------- |
| Pinoso CF                                          | España    | 1994-1995 |
| Real Madrid B                                      | España    | 1995-1996 |
| CD Toledo                                          | España    | 1997-1998 |
| Hércules CF                                        | España    | 1998-1999 |
| Real Valladolid B                                  | España    | 1999-2000 |
| Pumas de la UNAM (Segundo entrenador)              | México    | 2001-2005 |
| Club Necaxa (Segundo entrenador)                   | México    | 2006      |
| Selección de fútbol de México (Segundo entrenador) | México    | 2006-2008 |
| UD Almería (Segundo entrenador)                    | España    | 2009      |
| Estudiantes de Altamira                            | México    | 2012      |
| CD Eldense                                         | España    | 2014      |
| Real Oviedo                                        | España    | 2014-2016 |
| Pumas UNAM                                         | México    | 2017      |
| Real Oviedo                                        | España    | 2019      |
| Xelajú Mario Camposeco                             | Guatemala | 2019-2020 |
| Salamanca CF UDS                                   | España    | 2020      |
| CF La Nucía                                        | España    | 2023-2024 |